# Садако Ямамура
Садако Ямамура (яп. 山村貞子 Ямамура Садако) — главный антагонист серии романов и фильмов «Звонок». Впервые появилась в одноимённом романе, где была рассказана её история. Вернулась как антагонист в сиквеле «Спираль». Позже появлялась в романах «Петля» и «Рождение». Фильм «Звонок», где Садако была представлена в виде онрё в белом платье и с длинными волосами, закрывающими лицо, сделал этого персонажа культовым.
Садако Ямамура, (а также её американское и корейское подражания Самара Морган и Пак Ын-Су), является одним из наиболее известных персонажей, превратившихся из человека в монстра. Широко известна как в Азии, так и в других странах. Сцена, в которой мокрая Садако вылезает из колодца в комнату из экрана телевизора, до смерти пугая протагониста, является одной из наиболее поразительных сцен в истории кино.

## Происхождение

### Романы
Первоначальная история происхождения Садако в романах и фильмах отличается. В романах Садако родилась в 1947 году семье доктора Хэйхатиро Икума и Сидзуко Ямамура на острове Идзуосима. Ещё за год до рождения Садако обрела экстрасенсорные способности после того, как извлекла из океана древнюю статуэтку морского демона Эн но Одзуну. Сидзуко также родила мальчика, но он умер через четыре месяца из-за болезни. Планируя переехать в Токио вместе с мужем, Сидзуко поручила матери заботиться о своей дочери Садако. В Токио, по совету Икумы, Сидзуко публично демонстрирует свои экстрасенсорные способности. Однако Сидзуко отказывается от демонстрации[уточнить] из-за мигреней, вызванных её способностями. Вследствие чего пресса обвиняет Сидзуко в мошенничестве. Подавленная, Сидзуко в конце концов возвращается на остров Идзуосима за дочерью Садако.
В возрасте девятнадцати лет Садако вступает в токийскую актерскую труппу и влюбляется в звукооператора по имени Хироси Тояму. Он узнает о её сверхспособностях. Ранняя форма проклятия создается в виде звуковой записи, которая убивает четырёх человек, включая директора труппы, в результате чего убитая горем Садако уходит от Тояму. Садако навещает отца Икуму в больнице, где её насилует врач Нагао Хотаро, который заботился о её отце. Однако врач обнаруживает, что у неё был синдром феминизации яичек — природная аномалия, при которой пациент имеет гениталии обоих полов. Когда Садако атакует его своими силами, Нагао бросает её в ближайший колодец и запечатывает её там. Предвидя своё возрождение годы спустя, Садако клянётся отомстить миру перед смертью.
В романе «Спираль» раскрывается, что Садако намеревалась воскресить себя силой своего проклятия, фактически мутировавшего биологического вируса, способного вызывать сердечные приступы или беременность у женщин, при особых условиях. После того, как Мицуо Андо и Май Такано занимаются сексом, Май проходит через быструю беременность, рожая Садако, которая вырастает во взрослую в течение нескольких часов. Она использует вирус для клонирования и воскрешения Рюдзи Такаямы, а также убеждает Андо распространить вирус в виде журнала проклятия Кадзуюки Асакавы в обмен на воскрешение его собственного сына Таканори.
В романе «Петля» и его продолжениях вирус всё ещё присутствовал в ПЕТЛЕ, суперкомпьютерном проекте, созданным учёными виртуальном мире, где и происходило действие предыдущих книг. После того, как создатель ПЕТЛИ решил воспроизвести смерть Рюдзи, клонировав его и вставив в чью-то утробу, вирус мутировал в метастатический рак человека (MРЧ), угрожая убить все формы жизни.

### Фильмы
Прошлое Садако несколько изменено в серии фильмов. Она не является биологическим ребёнком доктора Икумы и Сидзуко, но в значительной степени подразумевается, что это скорее результат полового акта между Сидзуко и загадочным морским демоном после того, как Сидзуко провела часы, глядя на океан. Это подтверждается словами её брата Такаси, который шпионил за ней в это время. Позже Такаси узнаёт о том, что Сидзуко предсказала извержение горы Михара и рассказывает об этом всем, что мгновенно делает её знаменитой. Доктор Икума, желая доказать существование экстрасенсорных способностей, предложил своей жене принять участие в демонстрации своих способностей в городе Токио. Во время демонстрации Сидзуко удалось успешно доказать свои экстрасенсорные способности, но журналист Миядзи обвинил Сидзуко в мошенничестве, подстрекая других журналистов присоединиться к клевете. Садако, наблюдавшая за происходящим из-за кулис, убила Миядзи, чтобы защитить свою мать.
Садако в конце концов разделилась на близнецов: первая была светлой стороной, доброй, а другая тёмной, злой. После того, как Сидзуко покончила с собой из-за тяжёлой депрессии после демонстрации экстрасенсорики, Икума переехал в Идзу с близнецами. Добрая Садако выросла и стала актрисой, в то время как злой близнец был заперт Икумой и накачан наркотиками, чтобы остановить её рост. Злое «Я» Садако преследовало её, приводя к тому, что её избивали до смерти другие члены театральной труппы, кроме Тоямы. Акико Миядзи, невеста журналиста, которого убила Садако, ведёт разъяренную толпу, чтобы убить злую Садако, только для того, чтобы близнецы слились в одну и убили её мучителей. Икума ранил Садако и бросил её в колодец за домом. Однако Садако выжила, она пробыла в колодце тридцать лет и умерла незадолго до событий кольца, создав проклятую видеозапись.
В конце фильма «Проклятье 3D 2» раскрывается дочь Садако, которая кратко описывается Касивадой как «семя отчаяния, растущее и готовое цвести», что также является реальной причиной смертей, не Наги, дочь Акане Аюкавы.

## Внешность

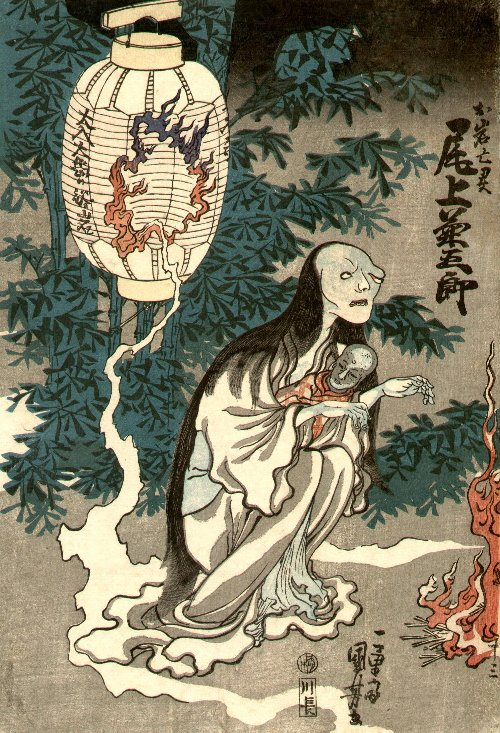
Утагава Куниёси. Портрет Оивы

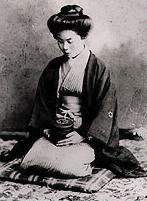
Тидзуко Мифунэ, известная экстрасенс начала 20-го века, ставшая вдохновением для происхождения Садако и её матери Сидзуко.

Садако появляется в виде молодой женщины с тёмными длинными волосами закрывающие ей лицо и одетой в белое платье. Данный внешний вид типичен для юрэй — дух умершего человека в японской мифологии. В частности, Садако — это тип юрэй, более известный как онрё, духа жаждущего мести. В кинофильме Проклятье 3D, Садако появляется как её человеческое «Я», всё ещё проявляя черты онрё. В телесериале Звонок: Полная версия Садако была представлена в новом отличающемся ото всех внешнем виде: она появляется в виде обнажённой молодой женщины, с открытым лицом и синдромом феминизации яичек. Садако также является результатом объединения двух известных в японском фольклоре призраков: Оива и Окику. Также как и у Оивы Садако имеет один изуродованный глаз, а её метод умерщвления навеян Окику, также как и происхождение в виде духа мщения (смерть в колодце, возрождение).
Успех фильма 1998 года принёс образ юрея в Западную народную культуру впервые, хотя сам образ существовал в Японии на протяжении веков. Этот образ часто используется в J-Horror фильмах, таких как «Проклятие» (и его американский ремейк «Проклятие»), «Один пропущенный звонок» и «Тёмные воды».
Экстрасенсорные способности, как и сам образ, Садако были основаны на реально существовавшей в начале 20-го века экстрасенсе Садако Такахаси, которая практиковала нэнсю, способность «выжигать» силой мысли изображения на фотоплёнках. В 1931 году способности Такахаси были изучены психологом Томокити Фукараи в его книге «Ясновидение и мыслеграфия». Фукараи также работал с экстрасенсом Тидзуко Мифунэ, что стало вдохновением предыстории Садако и её матери Сидзуко.